# William M. Wheeler

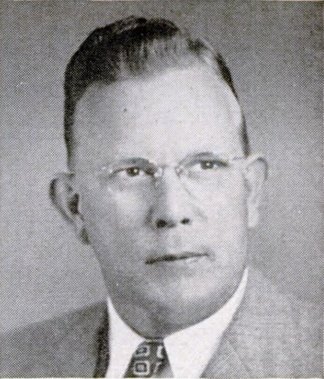
William M. Wheeler (um 1953) – US-amerikanischer Politiker

William McDonald Wheeler (* 11. Juli 1915 bei Alma, Bacon County, Georgia; † 5. Mai 1989 ebenda) war ein US-amerikanischer Politiker. Zwischen 1947 und 1955 vertrat er den Bundesstaat Georgia im US-Repräsentantenhaus.

## Werdegang
William Wheeler besuchte die öffentlichen Schulen seiner Heimat, das South Georgia College in Douglas und das Middle Georgia College in Cochran. Danach studierte er noch am Georgia Teachers College in Statesboro. Anschließend arbeitete er als Farmer und als Lehrer. Im Jahr 1966 studierte er an der Atlanta Law School Jura; in diesem Beruf praktizierte er aber nicht. Während des Zweiten Weltkrieges diente Wheeler zwischen 1942 und 1946 im Fliegerkorps der US Army, aus dem später die Air Force hervorging.
Nach dem Krieg begann er als Mitglied der Demokratischen Partei eine politische Laufbahn. Bei den Kongresswahlen des Jahres 1946 wurde er im achten Wahlbezirk von Georgia in das US-Repräsentantenhaus in Washington, D.C. gewählt, wo er am 3. Januar 1947 die Nachfolge von John S. Gibson antrat. Nach drei Wiederwahlen konnte er bis zum 3. Januar 1955 vier Legislaturperioden im Kongress absolvieren. Diese waren von den Ereignissen des Kalten Krieges und des Koreakrieges geprägt. Im Jahr 1952 war Wheeler Delegierter zur Democratic National Convention in Chicago.
Für die Wahlen des Jahres 1954 wurde William Wheeler von seiner Partei nicht mehr für eine weitere Amtszeit nominiert. Später arbeitete er in verschiedenen Positionen für das Finanzministerium des Staates Georgia. Danach wurde er mit der Umsetzung von Bundesgesetzen im Bacon County betraut. Anschließend war er im Bundesstaat Mississippi Mitglied der Kommission zur Verbesserung der Sicherheit auf den Autobahnen. William Wheeler starb am 5. Mai 1989 in seinem Heimatort Alma.